# La Meauffe
La Meauffe ist eine französische Gemeinde mit 998 Einwohnern (Stand: 1. Januar 2022) im Département Manche in der Region Normandie. Die Gemeinde gehört zum Kanton Pont-Hébert im Arrondissement Saint-Lô. Die Einwohner werden Meauffois genannt.

## Geographie
La Meauffe liegt etwa sieben Kilometer nordnordwestlich von Saint-Lô. Der Fluss Vire begrenzt die Gemeinde im Nordwesten. Umgeben wird La Meauffe von den Nachbargemeinden Cavigny im Norden und Nordwesten, Airel im Norden, Moon-sur-Elle im Norden und Nordosten, Saint-Clair-sur-l’Elle im Nordosten, Villiers-Fossard im Osten, Le Mesnil-Rouxelin im Süden und Südosten, Saint-Georges-Montcocq im Süden, Rampan im Südwesten, Pont-Hébert im Westen und Südwesten.

## Einwohnerentwicklung
| 1962 | 1968 | 1975 | 1982 | 1990 | 1999 | 2006 | 2018 |
| 699  | 723  | 851  | 1143 | 1141 | 1034 | 1064 | 1026 |

## Kultur und Sehenswürdigkeiten
- Kirche Saint-Martin, 1944 zerstört, nach dem Krieg wieder errichtet
- Reste des Schlosses Saint-Gilles, 1944 zerstört
- Kalkofen, Monument historique

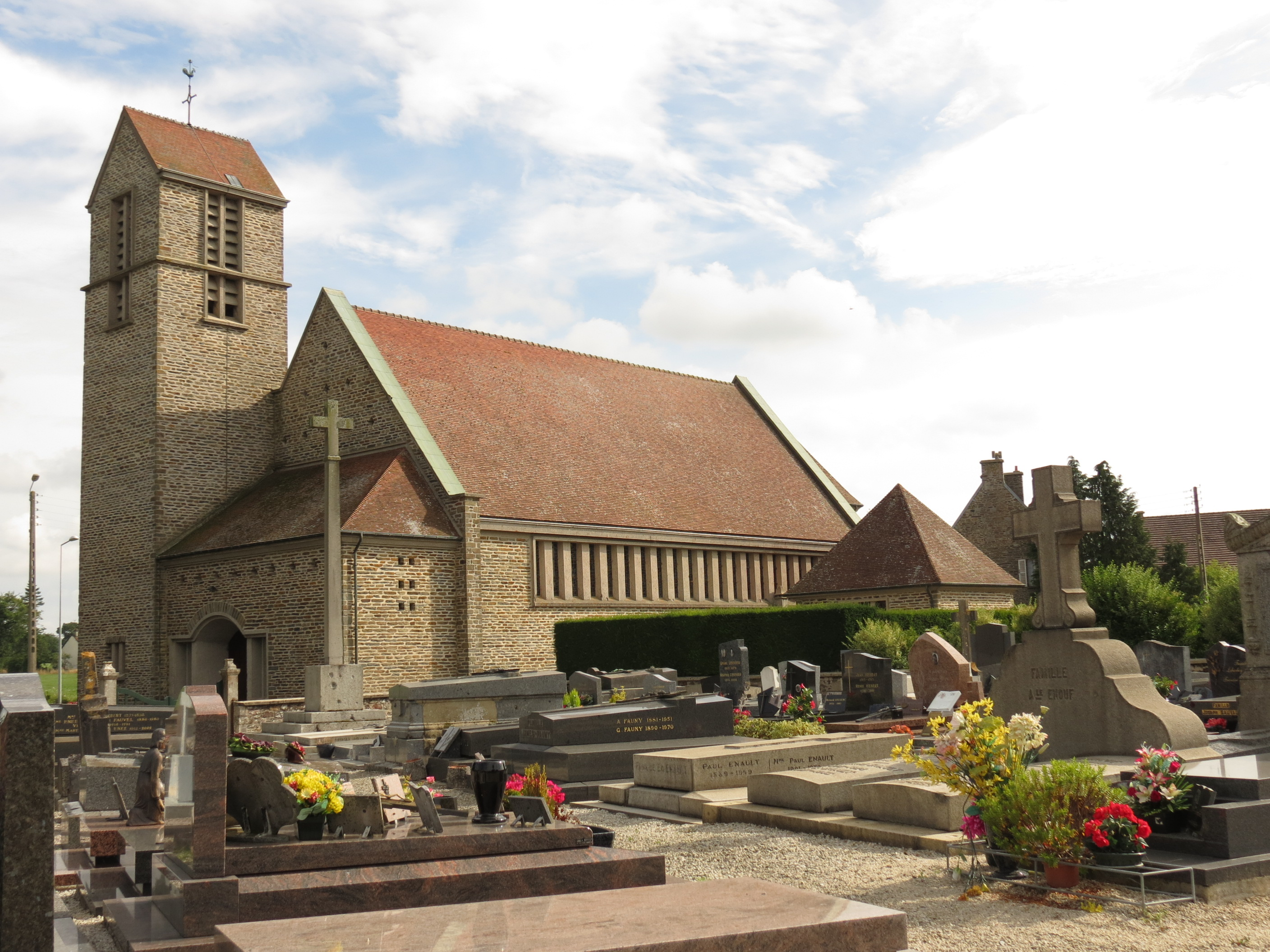
Kirche Saint-Martin
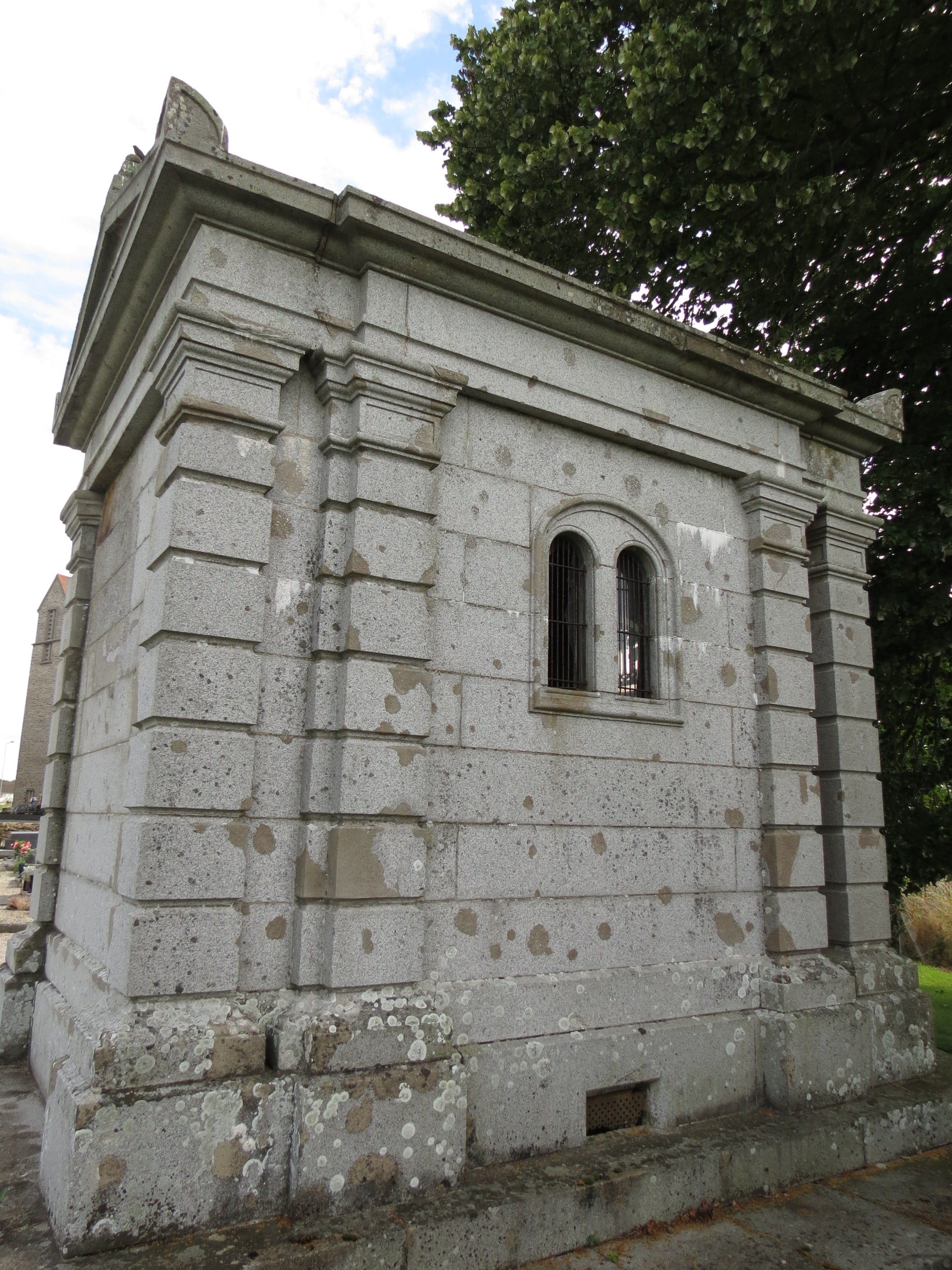
Friedhofskapelle
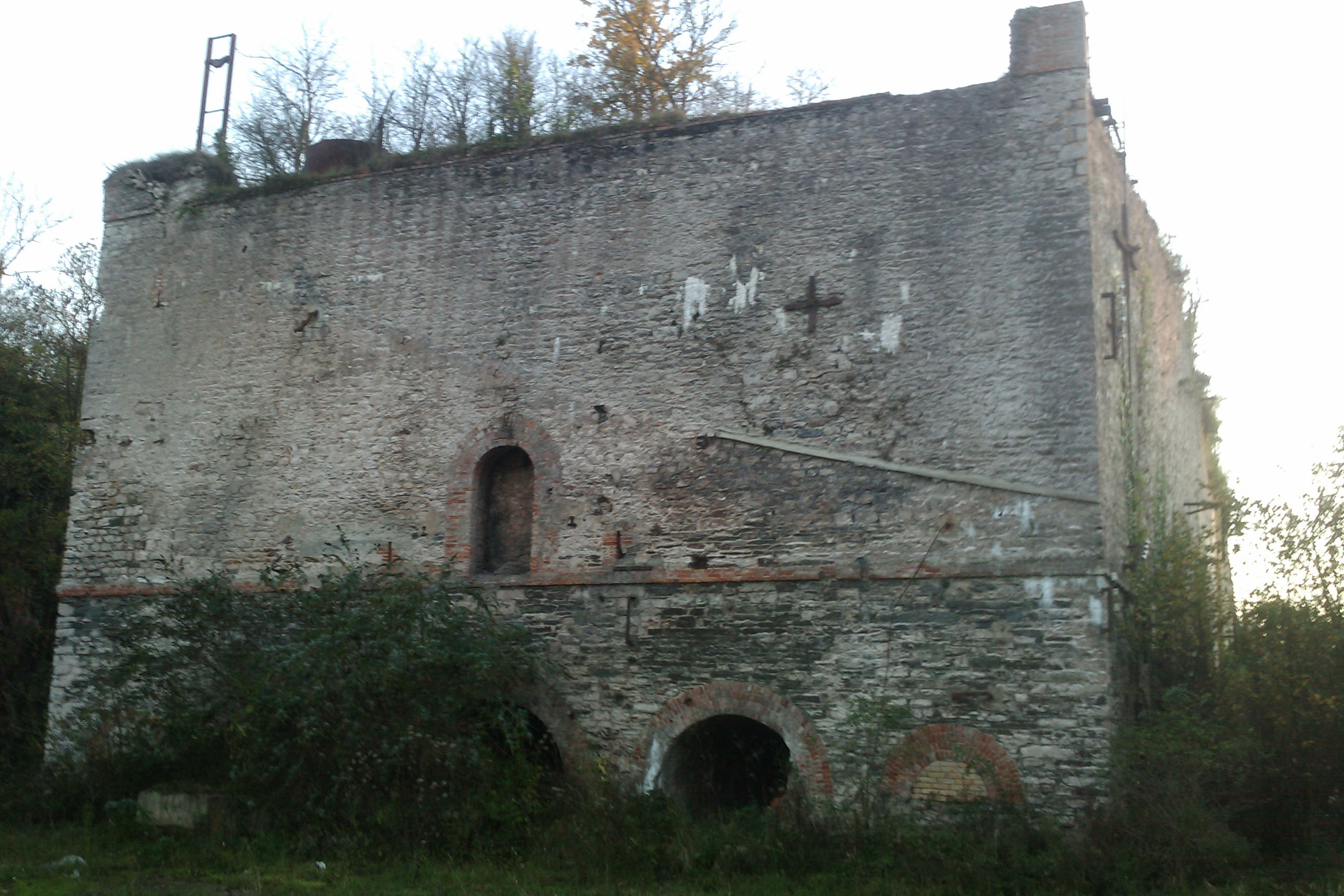
Kalkofen